# Celosia minutiflora
Celosia minutiflora är en amarantväxtart som beskrevs av John Gilbert Baker. Celosia minutiflora ingår i släktet celosior, och familjen amarantväxter. Inga underarter finns listade i Catalogue of Life.